# Codonopsis chlorocodon
Codonopsis chlorocodon là loài thực vật có hoa trong họ Hoa chuông. Loài này được C.Y.Wu mô tả khoa học đầu tiên năm 1965.